# Orobancheae
Orobancheae es una tribu de la familia Orobanchaceae que comprende los siguientes géneros:

## Géneros
Según NCBI:
- Boschniakia – Cistanche – Conopholis – Diphelypaea – Epifagus – Myzorrhiza – Orobanche – Phelipanche

Según Wikispecies:
- Boschniakia – Cistanche – Conopholis – Epifagus – Eremitilla – Gleadovia – Kopsiopsis – Leptamnium – Mannagettaea – Myzorrhiza – Orobanche – Phacellanthus – Phelypaea – Xylanche